# Иван Сираков
Иван Сираков  е български състезател по спортно ориентиране.

## Биография
Роден е на 2 януари 1988 г. в Горна Оряховица, Народна република България. 
Бронзов медалист от  Младежкото световно първенство по ориентиране (Junior World Orienteering Championships, JWOC). Европейски шампион в спринтoвата дистанция  за младежи ( EYOC - 2006 ). Многократен участник на световни и европейски първенства по ориентиране. Световен шампион по радиоориентиране.
През 2024 година става национален треньор на всички гарнитури. 
Преподавател в Катедра "Теория и методика на физическото възпитание" към Великотърновският университет  "Св. Св. Кирил и Методий”
Участва заедно с Кирил Николов - Дизела в екстремното българско състезание XCo Adventure Cup, като го печелят няколко пъти подред. Състезанието изисква набор от физически и психически умения от различни спортни дисциплини, за да се преодолеят изпитанията, сред които: плуване, скално катерене, спортно ориентиране, колоездене, стрелба с лък.